# 野球の歴史

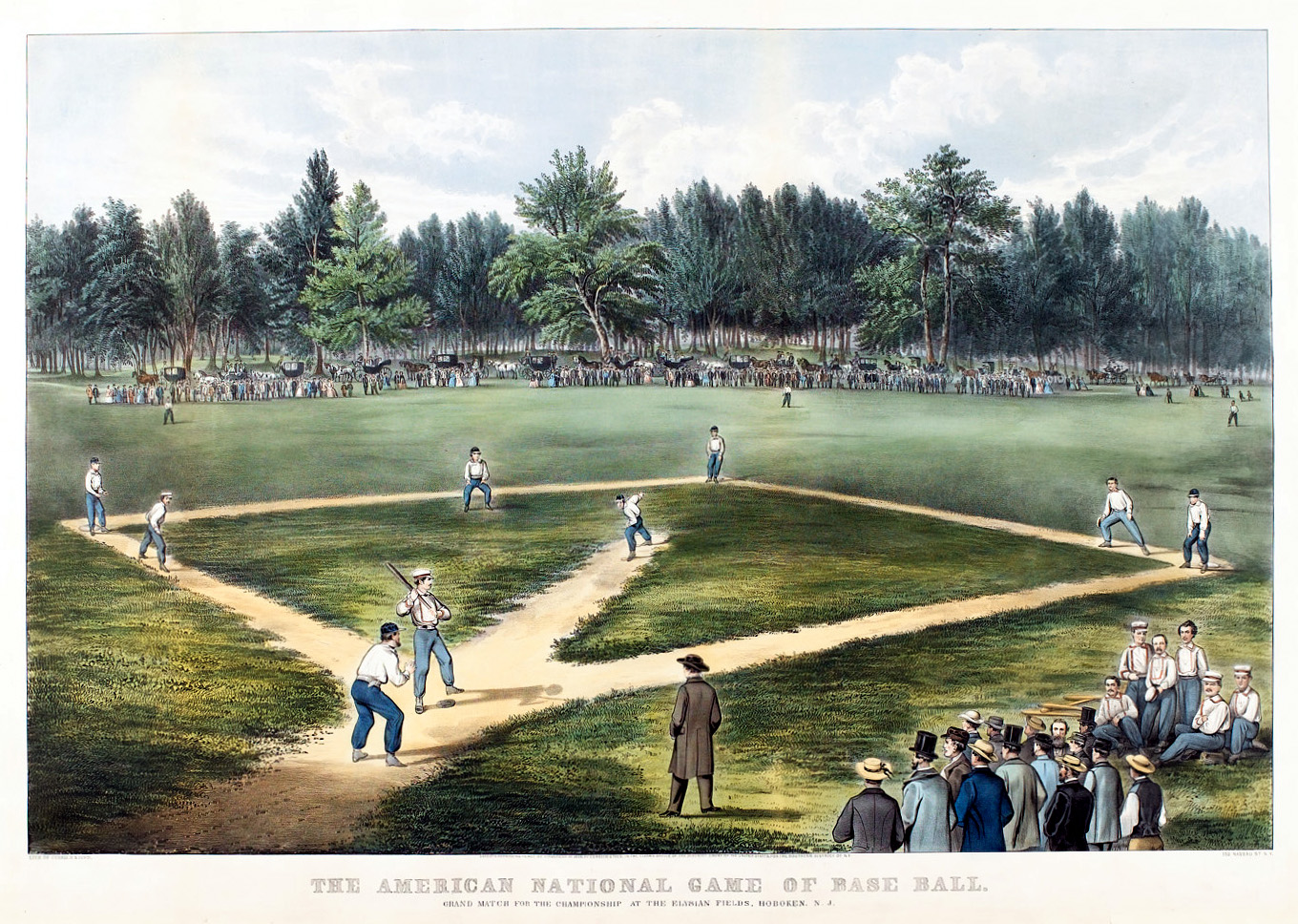
1866年にエリシアン・フィールズで行われたミューチュアル・クラブ対アトランティック・クラブの試合を描いたリトグラフ"The American National Game of Baseball"について説明する。

この項では、野球の歴史（やきゅうのれきし）について説明する。
ただし、野球の起源に関しては諸説があるため、現在最も有力とされている説を中心に話を進めることとする。

## 起源

### 古代
先史時代に既に、野球のボールと同じくらいの大きさの石がヒトにより使用されていたことが確認されている。アフリカ大陸の地中海沿岸地域から、その石が多数出土した。これは、何らかの武器であったと考えられている。足の速い動物を仕留めるために、命中率と威力を兼ね備えた武器を求めた結果、「野球ボールぐらいの大きさの」石が最も適した武器であるという結論を得たと思われる。
農耕が発展すると、球体は「世界と宇宙」、つまりは権威の象徴として祭儀に利用されるようになった。古代エジプトやその他の地方では、王が球を棒で打ち、その飛び方で農作物の豊凶を占っていたことが判明している。

### 中世
中世ヨーロッパでは、12世紀頃のフランスで、「ラ・シュール」が誕生した。2チームに分かれ、足や手、棒などを使い敵陣にある2本の杭の間にボールを通すゲームで、今日のあらゆる球技の原型とされるスポーツである。死傷者が出るほど危険であるにもかかわらず人気が非常に高かった。
これがイギリスに渡り、「ストリート・フットボール」となる。ボールに牛・豚の直腸や膀胱を使い、そのボールを敵陣内にあるゴールまで運ぶゲームである。しかし大英帝国の発展とともに、兵士が戦争や植民地支配へ駆り出されるようになる。すると、牛や豚を殺さないとボールが作れないストリート・フットボールの代わりに、石に草の茎や糸を巻き付けるだけで簡単にボールが作れるスポーツが流行るようになっていった。
そのうちの一つに「ラウンダーズ」というゲームがある。ペッカーやフィーダーと呼ばれる投手が小石を詰めた靴下などのボールを投げ、ストライカーと呼ばれる打者がそれを船の艪などのバットで打ち返し、杭や石でできた4つのベースを回るというものだった。また「ワン・オールド・キャット」というゲームもあったが、こちらは、打者が棒で球を打ち、打球をノーバウンドまたはワンバウンドでキャッチした者が次の打者になる、というものだった。
これらは少しずつルールを変えながらも遊ばれた。町民が集会所に集まり町の行政について話し合う「タウン・ミーティング」が開かれたときによく行われたことから「タウン・ボール」と呼ばれた時期があった。この時期には既に、投手が打者にボールを投げ打者が打ち返す、フィールドに適当に散らばった野手がその打球をキャッチしそれを打者走者にぶつければ打者はアウトになる、4つの塁があり走者がこれを全て回って、ホームに帰ってくれば得点が認められる、など現在の野球とほぼおなじルールであった。18世紀になると選手の中からベテラン選手がチームをまとめる役どころになり、選手兼任で監督も行った。野球監督がユニフォームを着るのはその名残である。

### 18世紀～19世紀

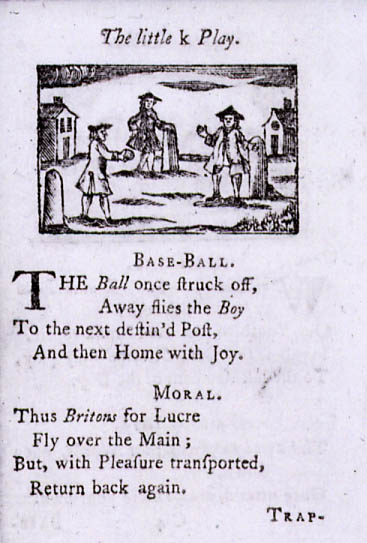
1744年刊『小さなかわいいポケットブック』に収録されている「ベース・ボール」の様子

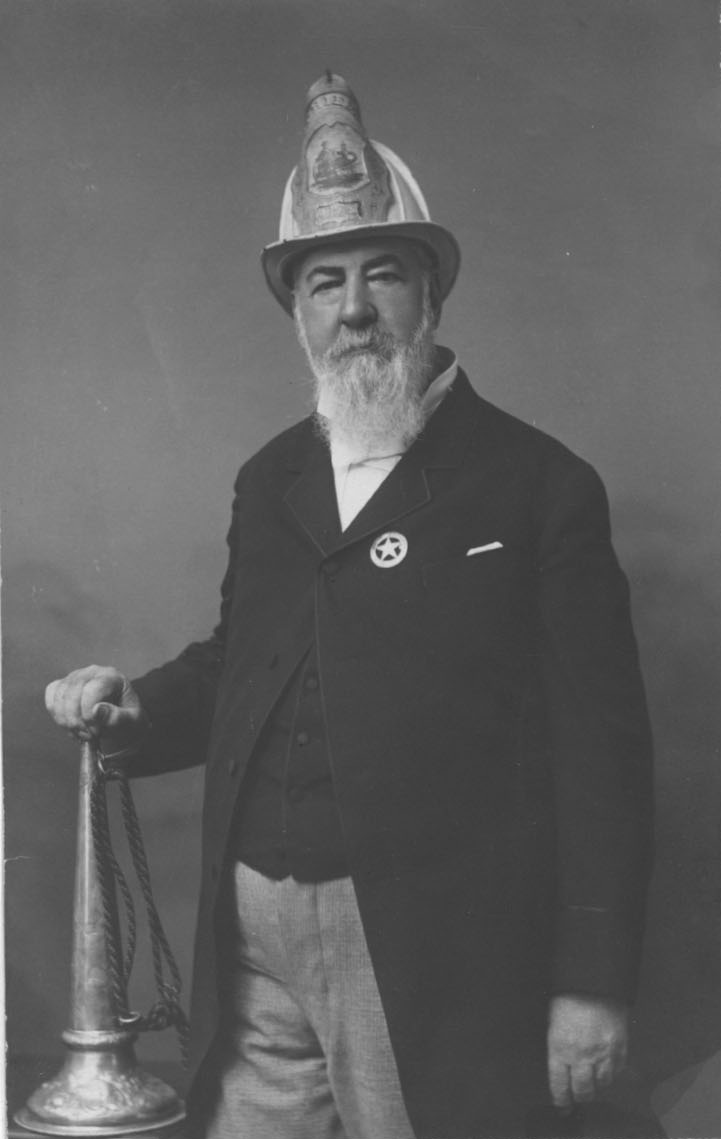
アレクサンダー・カートライト

18世紀に入ると、英語の"Baseball"という言葉が書物に現れ始めるようになるが、これは大半が前述のラウンダーズのようなゲームの一種である「ストールボール（英）」を言い表したものである。イギリスで1744年に刊行された『小さなかわいいポケットブック』（"A pretty little pocketbook"、写真）には、ストールボールを描いた木版画に「ベース・ボール」と題された記述が見られる。またプリンス・オブ・ウェールズとその家族が、1748年に野球のようなゲームを楽しんだとの記載が、当時の側近の日記に記されている。
アメリカ合衆国で、"Baseball"という言葉が記された現在判っている最も古い文書は、1791年にマサチューセッツ州ピッツフィールドで記された、町のグラウンドの利用に関する内規である。これは町の集会所の窓にボールが当たって壊れないよう、集会所の建物から80ヤード以上離れた場所でしか球技を行うことを認めないという内容で、様々な球技のうちの1つとして"Baseball"や"Batball"といった記述が登場する。
1834年には、アメリカでロビン・カーバー編『スポーツの本』という本が発行され、ラウンダーズが「ベースボール」として紹介されている。ただし、この時代にはまだルールは地方によってまちまちで、定まったものではなかった。また1838年6月4日にカナダ・オンタリオ州のビーチビルで行われたタウンボールの試合の詳細な記録が、後年1886年に発行された『スポーティングライフ』紙に掲載されており、この試合はカナダにおける野球の始まりとされている。
1840年代、アメリカのニューヨーク・マンハッタンでボランティア消防団を創設したアレクサンダー・カートライトという男がいた。彼は団員の結束を強めさらに彼らの運動不足を解消するにはどうすればいいか考え、「屋外でのスポーツ」という結論に至った。1842年、彼は消防団からメンバーを募り「ニューヨーク・ニッカーボッカーズ」というスポーツ団を発足させた。ニッカーボッカーズは近隣のマレー・ヒルという地域でタウンボールをするようになった。
タウンボールはルールが厳格に定められたスポーツではないため、時や場合によってルールをいちいち変える必要があった。カートライトはこの煩わしさを解消するため統一ルールの策定に乗り出した。彼はニッカーボッカーズメンバーと議論し、意見をまとめた。1845年のある晴れた日、マレー・ヒルでボール・ゲームをしていた団員の元にカートライトがやって来て、自身がまとめた新しいゲームの案を披露した。主なルールは以下の通り。
- チームの人数を攻撃側と守備側それぞれ9人ずつにし、一方のチームが攻撃中には相手は全員がフィールドに散らばり守備につく。
- フィールドを菱形に設定し、ホームベースに鉄のプレート、その他3つのベースに砂を入れたカンバス地の袋を置く。塁間は42ペイス。
- （1）打者が3球を空振りし、その最後の球を捕手が捕球したとき（2）打球がノーバウンドまたはワンバウンドで捕球されたとき（3）打球が相手側に捕球され、走者よりも先に塁に送られるか、走者が塁に着くより先にボールでタッチされたとき（4）捕球しようとする相手の邪魔をしたとき…以上の場合に攻撃側はアウトとなる。3アウトで攻守が交代。
- 一塁または三塁の外側に出た打球はファウルとなり、打者が塁に進むことやそれによって得点が入ることはできない。
- 21点を先取したチームが勝ち。

団員は最初これを聞いていたときには嘲笑したが、カートライトの熱心さに押されて、このゲームをやってみることにした。すると結構面白いことがわかり、団員らはすぐにクラブを設立することにしたという。これが今のベースボールの原型と言われている。1846年6月19日には、マンハッタンの対岸に位置するニュージャージー州ホーボーケンにおいて最初のベースボールの試合が開催されたが、カートライト率いるニッカーボッカーズはニューヨーク・ナイン相手に1-23で負けてしまった。この6月19日は、現在の野球の基本となるルールで初めて試合が行われた日であることから、「ベースボール記念日」もしくは「ベースボールの日」と呼ばれている。
南北戦争（1861年～1865年）は、アメリカ合衆国北部で盛んだったベースボールを南部出身者に広める役割を果たした。こうしてベースボールは全米で人気を獲得したのである。
戦時中にも子どもたちの通うベースボール教室もあり戦前から戦後まででベースボールは絶大な人気を誇っていた。

## ダブルデイ説

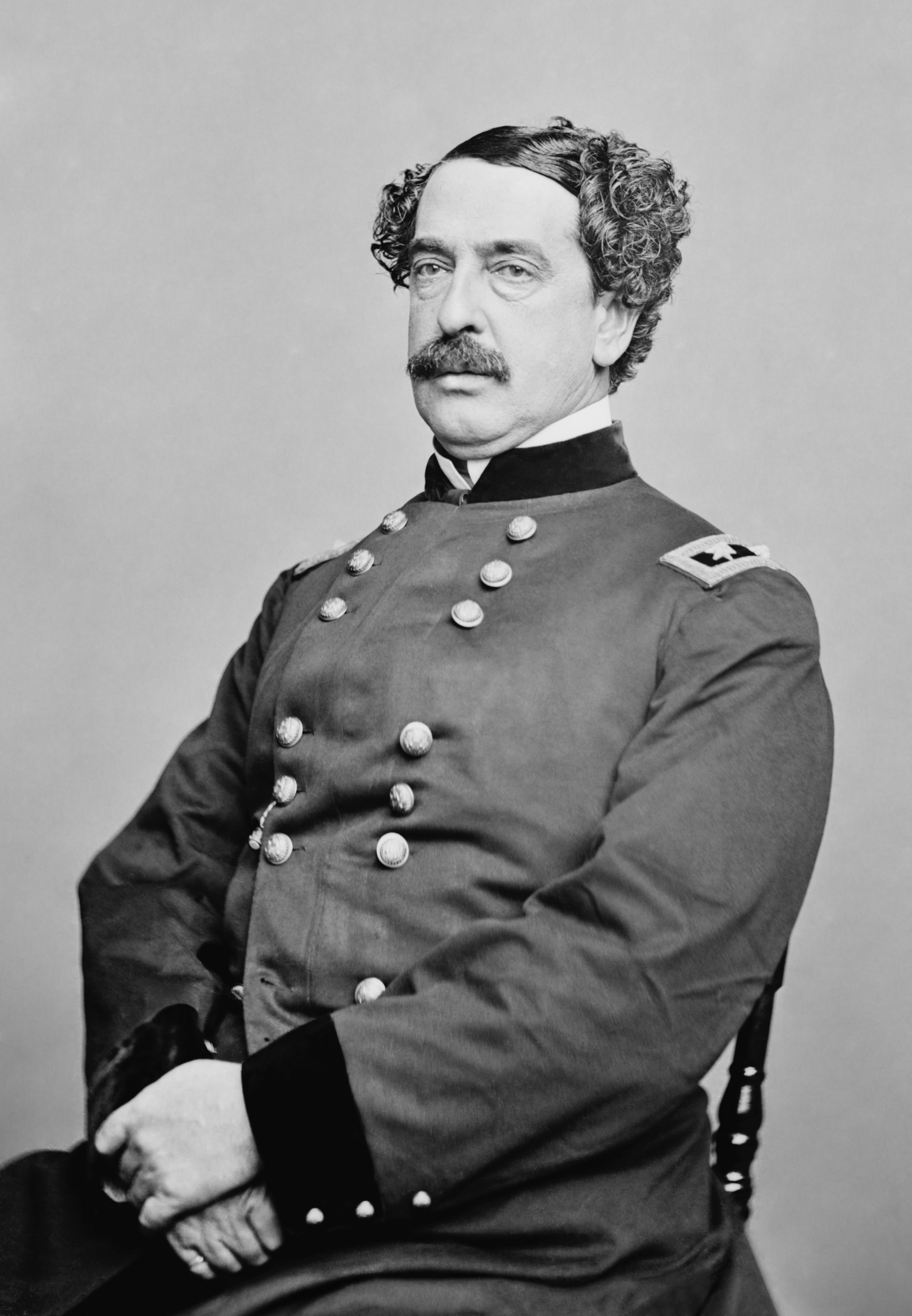
アブナー・ダブルデイ

1905年、スポーツ用品メーカーの創始者であるアルバート・スポルディングが主催する「ベースボール起源調査委員会」（ミルズ委員会）が設置される。同委員会は1907年に「ベースボールはアメリカ独自のスポーツである」「1839年にアブナー・ダブルデイがクーパーズタウンで考案したのがベースボールである」と発表した。この発表を受けて実業家スティーブン・クラークがクーパーズタウンに野球殿堂を開設するなど、ダブルデイ説は国民の支持を受けた。
しかし後にダブルデイ説に多くの疑問が投げかけられていく。最終的にダブルデイは1839年にはクーパーズタウンにいなかったことが判明。委員会の発表は誤りだったことがわかった。

## ルールの変遷
ベースボールは誕生した後もルールの変更を繰り返している。ルールの度重なる変更の狙いは「試合時間の短縮化」と「試合のスリリング化」の2つが挙げられる。

### 試合進行について
ベースボールが誕生した当初は21点先取制だったが、あまりにも時間がかかりすぎるために、1857年に「9回終了時に得点が多かったチームの勝ち」になった。

### 投球について
最初は投手には下手投げのみが許可され、手首のスナップを使うことが認められておらず、打者は投手にコースの指定ができた。
- 1858年：見逃しに「ストライク」（打て）のコールがされるようになる。
- 1863年：真ん中付近を通らない球に「ボール」のコールがされるようになる。
- 1872年：スナップスローが解禁される。
- 1879年：全ての打たれなかった投球はストライクかボールに区分され，9ボールで一塁へ。
- 1880年：8ボールで一塁へ。捕手が3ストライク目の球を直接捕球すれば打者は三振でアウトが取られるようになった。
- 1881年：投手と打者の距離が45フィートから50フィートへ延長された。
- 1882年：7ボールで一塁へ。横手投げが解禁される。
- 1884年：6ボールで一塁へ。上手投げが解禁される。
- 1886年：7ボールで一塁へ。
- 1887年：打者が投手に投球コースを指定できなくなった。5ボールで一塁へ。この年のみ5ボールは安打と記録され、4ストライクでアウトに。死球で一塁が与えられた。
- 1889年：4ボールで一塁へ。
- 1893年：投手と本塁の距離が50フィートから60フィート6インチに。

### 守備について
- ノーバウンド捕球だけでなく、ワンバウンド捕球でも打者はアウトだった。
- 1864年にワンバウンド捕球＝アウトが廃止され、ノーバウンドのときのみアウトとされた。

### 塁間について
初の本格的野球チーム、ニッカーボッカーズは投手と打者の距離を特に決めておらず、塁間の距離も特定していなかった。ただ、「本塁から二塁までが42ペイス、一塁から三塁までも42ペイス」と書いていただけに過ぎなかった。1ペイス=3フィートで計算すると2025年現在の90フィート（約27.4m）とほとんど変わらない塁間89フィート（約27.1m）となる。ところが、1845年頃のペイスは研究家によって2フィート半を意味していたことが判明しており、これに従うと1850年代途中ぐらいまではほぼ確実に本塁から二塁までが105フィート（約32m）で塁間は74.25フィート（約23m）であったことになる。

## 日本における野球の歴史

### 日本への伝来
1871年（明治4年）に来日した米国人ホーレス・ウィルソンが当時の東京開成学校予科（その後、旧制第一高等学校、現在の東京大学）で教え、その後「打球おにごっこ」という名で全国的に広まった。従って、日本国内の野球の創成期の歴史は、そのまま大学野球の創成期の歴史と重なっている（詳細については当該記事を参照のこと）。明治5年にウィルソンは放課後、生徒にノックをしていたとあり、これが日本で最初の野球行為とされているが、試合をした記録は残されていない。ホーレス・ウィルソンは2003年（平成15年）、その功績から日本野球殿堂入り（新世紀表彰）している。『文藝春秋』1963年9月号に「野球・一千万人の愉しみ」というタイトルで、鈴木龍二や内村祐之、水原茂、鶴岡一人ら野球界の重鎮と松内則三NHK元アナウンサー、戸田康英東宮侍従、大和球士ら24人が参加した33頁にも亘る座談会記事があり、その冒頭に日本野球の伝来について以下の簡単な説明がある。「アメリカで野球が生まれたのは1839年。これが明治六年（1873年）に東大の前身開成校の米人教師によって日本にもたらされ、牧野伸顕、小村寿太郎、嘉納治五郎らがこれを楽しんだ。明治九年に平岡凞がアメリカから本場の野球を伝え、以後急速に普及する。明治二十三年頃から一高が台頭、一高時代を現出する」と書かれている。ただし野球を「試合」と定義すると明治6年4月下旬に、開拓使仮学校（札幌農学校の前身）で始められている。1873年（明治6年）2月、米国人のアルバート・ベイツ（Albert G. Bates）が東京芝の増上寺の広大な境内の中にあった開拓使仮学校の語学教師として来日。ベイツは米国から持参したボール3個とバット1本で野球を教え、ベイツの審判で生徒チームの試合が行われた。これが日本で最初の野球の試合と言われている。なお、ウィルソンが試合を始めたのは開成学校に運動場が完成した明治6年8月以降のことである。
日本国外で、日本人が初めて野球をした時期としては、アメリカ巡業中だった軽業師一行（ロイヤル江戸劇団）が1872年6月7日、ワシントン・オリンピックスと対戦し、敗れたものの17-18と健闘した『ナショナル・リパブリカン』紙記事が、米国人作家ビル・ステープル・ジュニアにより発掘され、2019年6月に米国野球学会総会で発表されている。
1878年、平岡凞が日本初の本格的野球チーム「新橋アスレチック倶楽部」を設立すると、三田へリクレス・クラブ（徳川達孝ら）、東京大学、駒場農学校、慶應義塾、波羅大学（現在の明治学院）、一高など、野球チームが次々と誕生する。
1882年に新橋アスレチック倶楽部は駒場農学校と日本初の対抗戦を行った。なお記録上で日本で初めて国際試合を行ったのは青井鉞男が投手時代の旧制一高ベースボール部で、1896年（明治29年）5月23日、横浜外人居留地運動場で横浜外人クラブと対戦し、29対4で大勝した。また、記録上で日本で初めて米国人チームと試合を行った（日米野球）のも同部で、同年6月5日、雪辱戦として横浜外人クラブから試合を申し込まれ、横浜外国人居留地運動場で当時の米国東洋艦隊の選りすぐりによるオール米国人チームと対戦し、32対9で連勝した。
急速な人気の高まりから、野球に対して賛否両論が巻き起こることもあった。1911年に『東京朝日新聞』が「野球と其害毒」と題した記事を連載し、野球に批判的な著名人の談話などを紹介したが、これに対して読売新聞などが野球擁護の論陣を張り、次第に野球に対するネガティブ・キャンペーンは沈静化していった（野球害毒論を参照）。
大学野球の盛り上がりは高校（旧制中学校）にも広がり、1915年8月に大阪の豊中球場で第1回全国中等学校優勝野球大会が開催され、京都二中が優勝。第3回大会からは兵庫県の鳴尾球場で開かれたが、観客増により手狭になったため、1924年からは阪神電車甲子園大運動場で行われることになった。また夏の大会の盛況を受け、同年春からは愛知県名古屋市の山本球場で全国選抜中等学校野球選手権大会が開催され、翌年からは甲子園球場で行われた。1927年には企業チームによる都市対抗野球大会が明治神宮野球場で開かれた。

### 野球という言葉の語源

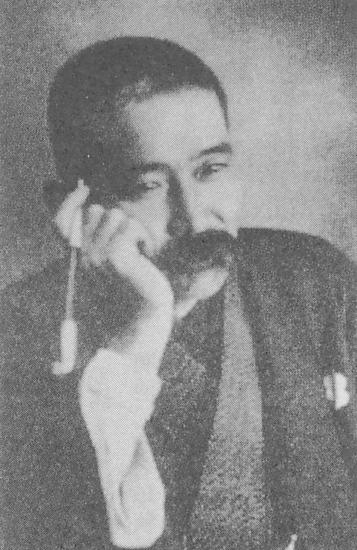
中馬庚

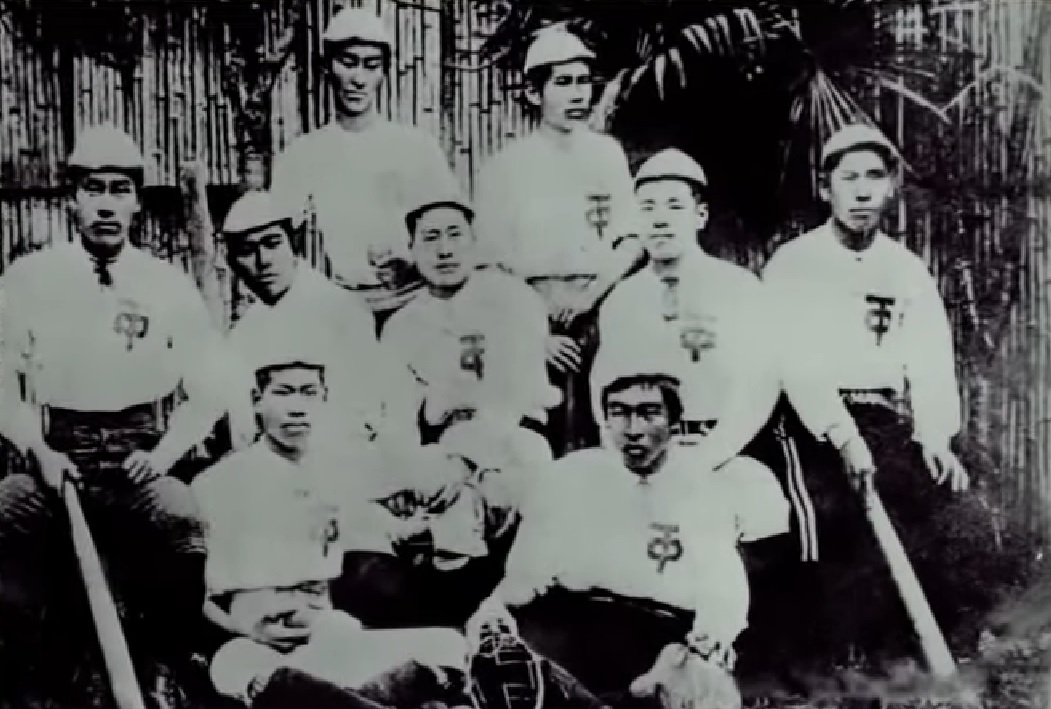
第一高等中学校野球部（1890年）

「ベースボール」を、初めて「野球」と日本語に訳したのは、第一高等中学校（1894年、第一高等学校に改称。第二次世界大戦後の学制改革の際に東京大学に併合され、新制東京大学教養学部になる）の野球部員であった中馬庚である。1894年（明治27年）、彼らが卒業するにあたって部史を刊行することになり、中馬の書いた文章中に「野球」が登場するのである。逸話として、同僚で名投手の青井鉞男が「千本素振り」をやっている所に、中馬がベースボールの翻訳を「Ball in the field－野球」とすることを言いに来たと言われている。
明治期の俳人で、1889年（明治22年）に喀血してやめるまで捕手として好んで野球をプレイした正岡子規が翻訳したという俗説があるが、これは間違いである。なぜなら、1896年に新聞『日本』で連載した子規の随筆『松蘿玉液』のなかで、「ベースボールいまだかつて訳語あらず」と書いているからである。この俗説は子規が自らの幼名である「升（のぼる）」にちなんで「野球（のぼーる）」という雅号を用いていたことが誤解されたものと考えられている。子規は「野球（のぼーる）」という雅号を1890年（明治23年）に使い始めている。これは中馬が「ベースボール」を「野球」と翻訳する4年前のことである。つまり、「野球」という表記を最初に使用したのは子規であるが、「ベースボール」を「野球」と最初に翻訳したのは中馬である。しかし子規は野球用語を数多く翻訳しており、2002年にはその功績によって日本野球殿堂入りを果たした。

### プロ野球創設
1920年、早稲田大学野球部OBらによって日本初のプロ野球チーム日本運動協会（芝浦協会）が、1921年には天勝野球団が創設されたが、後に両球団とも解散。1934年、読売新聞社の正力松太郎によって大日本東京野球倶楽部が創設され、1936年には日本初のプロ野球リーグ「日本職業野球連盟」が設立された。
戦前は六大学・甲子園大会・都市対抗が人気でプロ野球の地位は低く、いい大人が野球などやるものではないとみなされていた。

### 第二次世界大戦下
1943年3月、日本野球連盟は敵性語禁止の動きによる用語邦語化などの野球規則の改正を行った。用語についてはストライクが「正球」でボールが「悪球」、セーフが「良し」でアウトが「ダメ」などへ、また野球規則については以前より問題となっていた隠し玉が禁止されたほか、投手交代を打者の打撃終了まで認めない、無制限だった出場者数を18人に制限することが決定された。これらの改定事項は翌月から実施された。
また、同年4月には、学校教育において戦時体育編成が組まれた影響により、各中学校などの野球部が廃止（例、甲子園大会優勝校の愛知一中）もしくは部活動に軍事教練等が組み込まれるなどして冬の時代を迎えた。